# Southbridge
De southbridge verzorgde de communicatie met de relatief tragere componenten van de pc: de harde schijven, diskettestations, toetsenbord, USB en de andere PCI-sleuven (Engels: slots) naast de AGP en PCI-Express (ook wel PCI-e).
De southbridge vormde samen met de northbridge de chipset op het moederbord. Sinds de introductie van de Sandy Bridge processoren in 2011, is de northbridge in de SoC van de CPU geïntegreerd. Sinds de introductie van Intel 5 Series chipsets in 2008, is de southbridge door Intel vervangen door de Platform Controller Hub (PCH).
Tot de functionaliteit van een southbridge anno 2005 behoorde:
- PCI-bus
- ISA-bus
- SM-bus
- DMA-controller
- Interruptcontroller
- IDE-controller (SATA of PATA)
- LPC-Bridge
- Realtimeklok
- powermanagement (APM en ACPI)
- Nonvolatile BIOS-memory

De southbridge kan ook directe ondersteuning voor Ethernet, RAID, USB, audiocodec, en firewire bevatten. Een enkele keer bevat de southbridge directe ondersteuning van toetsenbord, muis en seriële poorten, maar doorgaans worden deze aangesloten door middel van de Super-I/O-bus.